# Relations entre Israël et le Soudan
Les relations entre Israël et le Soudan font référence aux relations diplomatiques entre l'État d'Israël et la République du Soudan. Les relations bilatérales des deux pays ont connu d’importantes évolutions depuis la fin de la Seconde Guerre mondiale. Ennemis dans les première années qui ont suivi l'indépendance du Soudan, les deux États se sont rapprochés dans les années 1970 sous le mandat de Gaafar Nimeiry, au Soudan, avant de reprendre les hostilités à partir de la fin des années 1980 lors de la prise de pouvoir d'Omar el-Bachir. 
Ces dernières années, marquées par la révolution soudanaise de 2018 et le renversement sont propices à une détente qui va jusqu'à une possible normalisation de leurs relations à partir de 2020.

## Chronologie des relations

### Premières années après l'indépendance du Soudan
Le Soudan est, depuis son indépendance en 1956, hostile à Israël et considéré par Tel-Aviv, comme faisant partie de la « galaxie de ses ennemis ».
Des volontaires soudanais se joignent à la coalition arabe lors de le guerres israélo-arabe de 1948-1949, tandis que le Soudan mobilise son armée en 1967 lors de la Guerre des six jours, mais n'a pas le temps d'intervenir à cause de la brièveté du conflit. La même année, Khartoum accueille un sommet de la Ligue arabe où sont proclamés les “trois non” : “Pas de paix avec Israël, pas de reconnaissance d’Israël, pas de négociation avec Israël”.

### Coopération sous le mandat de Gaafar Nimeiry

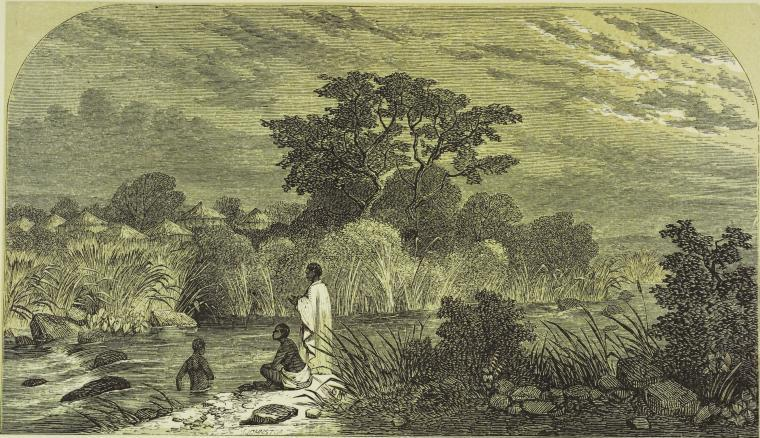
Falashas, juifs éthiopien, dont l’immigration en Israël a été soutenue par l'ancien président soudanais Gaafar Nimeiry.

Le contexte change radicalement deux ans plus tard, après la prise de pouvoir de Gaafar Nimeiry, président soudanais de 1969 à 1985, proche des Américains eux-mêmes alliés d'Israël. Sans établir de relations diplomatiques officielles, les deux États se rapprochent à l'initiative de Gaafar Nimeiry, sous l'influence de président égyptien Anouar el-Sadate qui lui conseille d’ancrer fermement le Soudan dans le camp américain.
En 1984, lors de la grande famine d'Éthiopie, des milliers de Falashas (Juifs éthiopiens) ont été évacués vers Israël lors de l'Opération Moïse, en transitant par le Soudan avec la coopération de Gaafar Nimeiry. Pour anecdote, la célèbre chanson caritative écrite par Michael Jackson et Lionel Richie, "We Are the World" était destinée à lever des fonds pour lutter contre famine.
Pendant deux mois. un pont aérien est établi entre Khartoum et Tel-Aviv, via plusieurs villes européennes, avec une cadence de plusieurs centaines de réfugiés débarqués chaque jour en Israël. Cette opération est planifiée secrètement au cours de plusieurs rencontres entre Ariel Sharon ministre israélien de la Défense et Gaafar Nimeiry, à Khartoum en 1981 et au Kenya en 1982. Elle est quelques années plus tard l'une des causes du renversement de Gaafar Nimeiry en 1985 lorsque cette entente avec Israël est découverte,.

### Reprise des hostilités sous la présidence d'Omar el-Bechir
En 1989, les relations entre Israël et le Soudan se détériorent de nouveau après la prise de pouvoir d'Omar el-Bechir, qui instaure un régime islamiste et boycotte l'État hébreu comme la plupart des pays arabes.
Après ce changement de régime, Israël apporte un soutien matériel et financier aux rebelles du Darfour et aux rebelles chrétiens au sud du pays, dont l'action armée mènera à l'indépendance du Soudan du Sud en 2011 (dont Israël est allié depuis sa création). Le Soudan, de son côté, soutient plusieurs mouvements islamistes en guerre contre Israël, ce qui amène l'État hébreu à mener plusieurs frappes aérienne au Soudan en 2009 et 2012 pour détruire des convois destinés à la Bande de Gaza,.
À partir de 2016, la détente entre les États-Unis et le Soudan favorise un nouveau rapprochement du Soudan avec Israël. En janvier 2016, le ministre soudanais des Affaires étrangères Ibrahim Ghandour déclare envisager une normalisation des relations du Soudan avec Israël si gouvernement américain lève les sanctions économiques. Celles-ci sont levées par Donald Trump en 2017.

### Après la révolution soudanaise: rapprochement et rétablissement des liens diplomatiques
À partir de décembre 2019, un soulèvement populaire au Soudan provoque le renversement du gouvernement d'Omar el-Bechir et son remplacement par un gouvernement de transition présidé par Abdel Fattah al-Burhan et avec Abdallah Hamdok comme premier ministre. Le nouveau gouvernement prend une série de mesures pour laïciser le Soudan, lutter contre la pauvreté, améliorer la sécurité et les libertés individuelles, ce qui contribue à diminuer les divergences entre le Soudan et Israël.  
En février 2020, le Premier ministre israélien, Benyamin Netanyahou rencontre le président Abdel Fattah al-Burhan dans la ville d'Entebbe en Ouganda pour discuter d'une normalisation des relations entre les deux États.
Cette rencontre provoque une levée de boucliers au Soudan, y compris dans les rangs du Parti communiste, qui dénonce un « coup de poignard dans le dos pour la lutte anti-impérialiste du peuple soudanais et son soutien au peuple palestinien ». Néanmoins, d'autres acteurs politiques soudanais jugent en coulisse qu'un rapprochement avec Israël est une étape indispensable pour rompre l'isolement du Soudan et attirer des investisseurs étrangers. En outre, certains militants de la révolution soudanaise affirment qu'en dépit de l'orientation politique du gouvernement du Soudan, l'essentiel de sa population se considère comme africaine et non-arabe, et n'a aucun problème avec Israël. 
Ce discours est repris au mois d'août 2020; par le porte-parole du ministère soudanais des Affaires étrangères Haider Badawi, qui accueille favorablement l'accord de paix entre Israël et les Émirats arabes unis, et déclare qu'il n'y a « pas de raison pour la poursuite de l’hostilité entre le Soudan et Israël ». Néanmoins, le gouvernement soudanais prend le lendemain ses distances avec ces déclaration et révoque Haider Badawi de son poste. 
Le 25 août 2020, le secrétaire d'État américain, Mike Pompeo se rend à Khartoum depuis Tel-Aviv, prenant le « premier vol direct » entre les deux capitales, et rencontrant dans la foulée le premier ministre israélien Benyamin Netanyahou et son homologue soudanais Abdallah Hamdok qu'il encourage au dialogue. Mais Abdallah Hamdok se contente pour toute réponse d'évoquer « la nécessité de dissocier la sortie du Soudan de la liste des pays soutenant le terrorisme de la question de la normalisation avec Israël ».
Le 26 septembre, Abdallah Hamdok déclare lors d'une conférence économique à Khartoum que la normalisation avec Israël est une question complexe ayant beaucoup d'implications, qui requiert une discussion approfondie au sein de la société soudanaise.  
En octobre 2020, l'homme d’affaires soudanais Abou al-Qassem Bortoum organise à ses frais un voyage de cinq jours en Israël accompagné d'une délégation d'une quarantaine de personnes, professeurs d’université, ouvriers, agriculteurs, chanteurs, sportifs et soufis. Son objectif affiché est de « briser la glace » pour améliorer les relations bilatérales entre Israël et le Soudan, et ainsi encourager les investissements israéliens au Soudan.  
Le même mois, le vice-président du Conseil souverain soudanais Mohamed Hamdan Dogolo déclare qu'Israël est un pays développé, dont le Soudan a besoin de se rapprocher pour son propre développement. La semaine suivante, une délégation israélienne se rend à Khartoum pour discuter d'une normalisation des relations entre les deux États
Le 23 octobre, Israël et le Soudan annoncent la normalisation de leurs relations diplomatiques. Benjamin Netanyahu annonce que des délégations représentant les deux pays se rencontreraient prochainement pour discuter des contours de leur coopération dans divers domaines, y compris commerciaux et agricoles, ajoutant que « les cieux du Soudan étaient désormais ouverts à Israël ». 
Un an plus tard, un coup d'État mené par Abdel Fattah al-Burhan, acteur clé du rapprochement israélo-soudanais, renverse la coalition militaro-civile au pouvoir au Soudan, et instaure un gouvernement totalement militaire et en prend la tête. Moins d'une semaine plus tard, une délégation israélienne est envoyée à Khartoum, incluant des agents du Mossad parmi ses représentants, ce qui semble confirmer les liens entre Israël et les haut gradés nouveau maîtres du pays. Un officier israélien confie dans un entretien à Israel Hayom, journal proche du gouvernement, soutenir le coup de force « inévitable » du général Burhan, en déclarant : « Les militaires représentent la plus grande force dans le pays et Bourhane en est le commandant en chef. Les événements de lundi (25 octobre) augmentent donc la probabilité de stabilité au Soudan (…) tout en augmentant les chances de liens plus solides avec les États-Unis, l’Occident, et Israël en particulier. ».

## Analyse des raisons de ce rapprochement

### Pour le Soudan
Pour le Soudan, ce rapprochement avec l'État hébreu était devenu une nécessité pour sortir de son isolement économique et diplomatique sur la scène internationale. Le Soudan avait besoin de se rapprocher des pays du Golfe favorables à Israël (d'autant plus depuis la normalisation des relations entre l'État hébreu avec les Émirats arabes unis et Bahreïn) et des États-Unis, dont le nouveau gouvernement soudanais espère une levée rapide et totale des sanctions. Le Soudan tente ainsi de tirer parti de la relation privilégiée qui lie les États-Unis à Israël.
Il faut ajouter à cela que plusieurs pays africains ayant rompu leurs relations avec Israël après la guerre du Kippour en 1973 les ont rétablies depuis, très récemment pour certains. L'État hébreu a notamment rétabli ses relations avec la Zambie en octobre 2015, et le Tchad en janvier 2019. De facto, le Soudan se retrouve peu à peu l'un des derniers pays africains à entretenir des relations hostiles avec Israël. 
Enfin, l'établissement de relations diplomatiques entre Israël et le Soudan du Sud, en 2011, après que celui-ci ait fait sécession du Soudan, permettait à Israël d'avoir un avantage stratégique sur Khartoum, en ayant désormais la possibilité d'installer des bases militaires à côté du Soudan. Dans ce contexte, un apaisement des tensions avec Israël semblait le choix le plus judicieux pour Khartoum.

### Pour Israël
De son côté, Israël inscrit ce rapprochement avec le Soudan dans une stratégie de « reconquête des pays africains ». Le Premier ministre israélien Benyamin Netanyahou espère se faire de nouveaux alliés au sein des organisations internationales pour contrer les offensives palestiniennes à l’ONU, à l’Unesco et dans les autres forums mondiaux.
L'Afrique est en outre un marché prometteur pour Israël, aussi bien pour ses équipements militaires que pour ses technologies agricoles. Rétablir de bonnes relations avec un maximum de pays africains rempli donc ce double objectif, politique et économique.